# 마법전사 미르가온
《마법전사 미르가온》은 KBS에서 제작·방영된 어린이 드라마이다. 매직키드 마수리의 정식 후속작이며, 울라불라 블루짱의 후속작이며, 스핀오프, 마법 판타지 드라마이고, 어린이 드라마의 마지막 리즈시절을 종결시킨 작품이다. 이 드라마 이후로 일일 어린이 장편 드라마는 화랑전사 마루를 끝으로 나오지 않게 되었다. 2005년 01월 03일부터 2005년 12월 01일까지 175부작으로 장기 방영된 마지막 인기작이다. 최고 시청률 15% 이상을 기록했다. 상당한 인기작이라 dvd까지 출시됐으니 말 다 했다. 이 뒤에 나온 드라마는 거의 흥행에 실패하면서 결국 KBS2 어린이 드라마의 계보는 2014년 마법천자문을 끝으로 폐지되었다.

## 등장인물

### 마법사

#### 미르
- 배우: 유승호

뮤론 족 마법전사의 후예. 활발하며 쿨한 특징을 가진 뮤론 족 마법전사의 후예이다.
뮤론족 마법전사의 후예. 호기심 많은 장난꾸러기다. 전사의 후예다운 모습은 보이지 않고 장난기가 얼굴에 가득하다. 자신의 임무를 잊고 인간 세계에서 갖가지 사고를 친다. 가온이와 앙숙이었지만 화해했다.
하지만 결정적인 순간엔 마법전사 후예답게 용맹하다. 미르는 龍(용)의 순수한 우리말이다. 돌이의 절친이다. 인간세계에 처음왔을 때 아라한테 혼났었다. 마패도 가온이보다 못한다고 꾸중을 했다.
아라가 미르, 가온한테 자신이 암흑전사가 되면 공격하라고 말하자 화를 내며 나약한 모습 보이지 말라고 용기를 주워서 다시 아라한테 자신감을 주는 대단한 인물이다.
돌이랑 자주 얘기하고 돌이를 절친으로 생각하고 있다. 의리가 있고 희생정신이 강하고 활달하고 쿨하다.
인간세계에서 꿈은 경찰이 되고 싶다고 했다.
암흑세계 지배자를 잠재우는 것이 목표이다. 가온, 아라와 함께 마법약을 잘못 만들다가 소연이한테 부작용이 일어 난적도 있었다.
예지를 짝사랑 했으나 예지가 가온이를 좋아하자 예지의 기분을 풀어주기 위해 가온이와 예지에게 텔레파시 마법을 건적도 있으나 가온이도 예지를 좋아하게 될까봐 안절부절 한 적도 있다.
돌이를 가장 아끼는 친구이다. 돌이를 걱정하고 눈물흘리고 돌이 없이는 못사는 미르이다. 돌이와 우정의 목걸이를 간직하고 있다. 돌이한테 모든 감정을 다 털어버리고 싶은 마음이 있다
암흑세계 지배자를 잠재우긴 했으나 돌이가 사라지자 오열했다. 나중에 이상한 나라의 폴 책에서 돌이가 리틀 미르랑 목걸이랑 함께 있는 장면을 보고 기뻐한다.

##### 마법도구
- 명칭: 마법요요(뮤론 족 마법전사만 소유)
- 타입: 일반적인 마법을 쓰기에는 좀 까다롭다. 공격력 마법에는 강하다.
- 설명: 뮤론 족 마법전사의 후예만 사용할 수 있는 마법도구. 요요의 형태이며, 기본적으로 요요를 잘 다루며 여러 가지 기본적인 요요 기술도 잘 숙달해야 한다.[1]일반적인 마법에는 까다로워서, 숙달하지 못하면 기본적인 공간이동도 마음대로 되지 않는다. 사용하는 방법이나 요요를 던지는 각도에 따라 마법 빛을 다양한 방법으로 응용하여 발사 할 수 있다. 이때의 마법 빛은 매우 강력하다. 여러 가지 형태의 요요가 있다. 현재 소환할 수 있는 요요는 세가지 형태이며, 각각 사용되는 용도가 다르다. 가장 강한 형태의 요요는 스캇이다.

마법요요의 종류:
- 유로 : 일반마법을 사용할 때 쓰는 마법요요
- 마린트 : 방어마법을 사용할 때 쓰는 마법요요(텔레파시마법을 사용할 수 있다.)
- 스캇 : 가장 강력한 전사마법을 쓰는 마법요요
- 헥카 : 마법전사들의 마법도구가 모두 합쳐졌을때만 사용할 수 있다.[2]

##### 프로필
- 나이: 마법나이 138세, 인간나이 12세
- 성별: 남성

#### 가온
- 배우: 이태리

뷰빈 족 마법전사의 후예. 마법책을 자주보고 항상 차분하고 진지하다. 암흑전사에 의해 마패와 백장미가 모래시계에 같혔을 때 마패가 마법검으로 시간정지 마법을 걸라고하자 침착하게 마법주문을 외워 마패와 백장미를 구한다.

##### 마법도구
- 명칭: 마법서클(뷰빈 족 마법전사만 소유)
- 타입: 마법요요랑은 반대로 전사마법에는 쪼금 까다롭지만 일반마법에는 강하다.
- 마법써클은 총 10가지 5개는 일반마법 5개는 전사마법을 사용한다.
- 설명: 마법서클은 뷰빈 족의 마법전사가 사용하는 도구로써 총10진법을 사용한다.

나중에 업그레이드하여 마법빛 외에 써클을 표창처럼 날려 직접공격을 할 수 있게 된다.

#### 이아라
- 배우: 최지연

예가 족 마법전사의 후예. 신중하지만 당차고 발랄한 성격을 가지고 있다. 처음에는 본인이 마법전사의 후예라는 사실을 전혀 모르고 있었다.
아라 역을 연기한 최지연은 93년 생으로, 현재 고졸 상태이다. 하지만 최근 근황은 찾기 힘들며, 지인들에 따르면 탤런트 활동은 더 이상 하기 어려울 것이라고.

##### 마법도구
- 명칭: 마법 브로치(예가족 마법사만 사용 가능)
- 타입: 일반 마법에만 사용 가능. 그러나 사라나 코야같은 다른 예가족 마법사들은 브로치로 공격 마법을 쓰기도 한다. 아라만 예외. 그러나 극중에서는 사라가 자신만의 공격용 마법도구를 만들겠다고 빨간 고무장갑에 마법을 걸었다가 잘못돼서 빨간고무장갑이 앞집 미르네 집에가서 난리를 쳐서 이빨간고무장갑을 향해서 마법브로치로 마법빛을 쏜적이 있다.(마법사들이 쓰는 일반 마법빛인것같다.)
- 설명: 예가족 마법전사가 썼던 마법 브로치. 몇천년 동안 인간세계에 있는 예가족 장녀들에 의해 전해져 내려 왔다. 금색 나선형이 두갈래로 갈라진 형태로, 가운데에는 붉은 보석이 있다. 극중 사라가 나자루라는 마법사한테 공격마법을 가르쳐달라고하자 마법브로치는 공격하기에는 좀 힘들단말이지?라고하자 사라가 마법브로치를 반지처럼 사용한다.[4] 현재는 7명의 예가족 마법사와 아라, 그리고 사라만 사용하고 있다.
- 명칭: 마법검(예가족 마법전사의 후예만 사용 가능)
- 타입: 공격형 마법에 특화된 마법만 사용 가능. 일반적인 마법은 안 되는거 같다.[5]
- 설명: 예가족 마법 전사가 썼던 마법 검. 마법 브로치는 그녀가 인간세계로 내려가 인간과 혼인하면서 딸에게 전해주었지만, 마법 검만은 마법세계에 남아있었다. 마법 검은 예가족 마법 전사만이 사용 가능하고, 소환이나 그 검을 뽑는것도 예가족 마법 전사만이 가능하다. 엄청난 마법 에너지를 가지고 있어 많은 자들이 노렸지만, 정작 그 검을 뽑지 못해 사용하지를 못했다. 마법 브로치를 통해 소환과 보관이 가능하다. 오로지 사용자의 생각으로만 소환이 가능하다. 짧은 단도 길이의 마법 검. 검집은 분홍색이며, 끝에 불사조 그림이 새겨진 흰 보석과 작은 날개가 달려있다. 그 부분으로 마법 빛을 증폭시켜 방어를 할 수 있다. 검 부분은 눈부신 빛을 발사하며, 주로 분홍색 빛을 발사한다. 마법 도구를 업그레이드시키면서, 불사조 공격이 가능하게 되었다.

#### 마패
- 배우: 박충선

미르와 가온의 전사마법스승. 인간세계에서는 둘의 아버지 역을 하고 있다. 현재는 거의 거리낌 없이 아버지가 되었다.
백장미와 결혼한 사이. 둘 사이에 친자식은 없다. 마법세계가 통합되기 전, 그는 원로회의파였고, 백장미는 마녀회의파였다. 둘에 대한 스토리는 매직키드마수리에서 좀더 보다 자세하게 나온다.
자상하고 침착한 성격. 그냥 보면 성격 좋은 중년 아저씨이다.
마법 능력보다는 마법 이론이 뛰어나다. 그래서인지 공격 마법은 지극히 평범하며, 일반 마법은 다양하게 사용할 수 있다.
쌍둥이 악당 1호 였던 경과 인간 세계 에서 재회 하였다.

##### 마법도구
- 명칭: 마법 목걸이
- 타입: 가장 무난한 마법도구. 공격 마법이나 일반 마법 모두 출력이 동일하다.
- 설명: 원로회의파 마법사들은 전부 가지고 있는 마법 목걸이. 가장 소지하기도 쉽고, 사용도 쉽다. 본래부터 원로회의파가 사용했으며, 마법의 질이 좀더 좋다.

#### 백장미
- 배우: 박형선

원래는 마법반지를 사용하는 마녀회의파의 마법사였는데 돌연변이 마법사 때문에 기억을 잃고 원로회의파가 되었다. 기억을 되찾지만 자신을 이렇게 만든 마녀회의파에는 있기 싫다고 계속 원로회의파로 있겠다고 했다.인간 세계 에서 쌍둥이 악당 1호 였던 경과 재회 하였다.

##### 마법도구
- 마법반지, 마법목걸이

극중에서 미르와 가온, 사라와 마패, 백장미가 암흑세계에 공격하러 갔을 때 왕비가 쏜 마법빛을 맞고 마법목걸이의 줄이 끊어져 공격을 할 수 없게되자 마법반지를 사용하여 왕비에게 공격을 했다. 결론은 마법목걸이와 반지를 둘다 사용할 수 있다.
매직키드마수리에서는 마법반지와 마법목걸이로 동시에 공격하면 마법프로펠러 못지않은 강력한 데미지를 입는다고 했다.

#### 나자루
- 배우: 김상태

마녀회의파 마법사이며 옛날에 인간세계에왔을 때 백장미의 부하였다. 심성이 착하고 순하고 여리다.
허풍이조금 심해서 자신이 마법세계 1인자라고하는걸 암흑전사들이 듣고나서 나자루만나오면 벌벌떨었다.
공격마법을 잘한다. (돌연변이2명을잡았다.)
사라의 공격마법 스승이기도 하다

##### 마법도구
마법반지를 쓴다.
일반마법반지보다는 조금 더 쎈 마법에너지를 가지고있다.

### 아라네 가족
이사라 - 정민아
아라 동생 코야가 준 마법 브로치로 마법을 사용한다.
최경아 - 임채원
아라, 사라 엄마이다. 아라 유치원 원장이다.전작에선 쌍둥이 1호 악당 이었다.
이승구 - 임대호
아라, 사라 아빠이다. 아라 유치원부원장이고, 태권도5단 유단자다.돌연 변이 보스 출신 이었다.
최진아 - 오산하
최경아의 동생이다

### 암흑전사
피돌이 - 안민석
이상한 나라의 폴의 버섯돌이. 미르의 절친이다 무기로는 버섯바이러스가 있다. 별명은 식충이, 독버섯 먹는거라면 사족을 못쓰는 먹충이가 있다. 잘 삐지고 겁이 많다 왕비나 후크한테 거의 껍질취급 받거나 무시당하기가 일쑤이다. 미르와 친해지면서 성격이 많이 바뀌었다. 미르한태 생일도 해주고, 우정의 목걸이까지 있다면 정말로 절친한 사이다. 후에 자기가 암흑전사라는 사실때문에 미르와 절교했지만 지배자가 자신을 버리자 미르와 화해한다. 18회 에선 전작의 최풀잎을 납치 했다.
- 무기: 버섯바이러스

백주비 - 오지영
백설공주의 왕비. 아주 못된 성격에 다가 못된 카리스마가 있다. 거의 화를 잘 내며 자기를 무시하면 절대 가만 못있는 스타일이다. 자기 자존심을 건드리는 사람이 있으면 꼭 혼내주기 일쑤이다. 그러나 거의 매번 실패한다.18회 에선 전작의 최풀잎을 납치 했다.
왕비가 사용하는 마법주문 : 바샬라 마샬라 쌈싸라 마호라 옴!
피호구 - 명로진
피터팬의 후크선장.피터팬을 싫어하나 나중에는 그리워하게 된다. 다혈질이다. 심성은 착하다. 시계를 싫어한다. 18회 에선 전작의 최풀잎을 납치 했다.
암흑세계의 지배자 - 처음에는 검은연기로나타나 마법전사들이만든 마법홀에 빨려들어간뒤 불꽃의 형태로 부활하여 나타난다
(잠깐 꾀에넘어간 아라가 암흑전사가 되어 모습을 되찾아준다)

### 그 외 인물
- 아라,사라의 외할머니 - 서권순
- 이슬이 할머니 - 남능미
- 이슬이 아버지 - 이두일
- 최이슬 - 김희정
- 최풀잎 - 한보배
- 손우형 - 손헌수
- 코야 - 이은민

### 아라의 친구들
- 한예지 - 김영신
- 우소연 - 경다빈